# 2000年1月21日月食
2000年1月21日月食为一次在协调世界时2000年1月21日出現的月全食。該次月食半影食分為2.331、全影食分為1.330。偏食維持了102分，全食維持39分。

## 概述
這次月食的食分是8.17，偏食維持了102分，全食維持39分。

## 基本參數
- 類型：月全食
- 食甚資料：
  - 日期：2000年1月21日
  - 時間：4:44
  - 月球位置：赤經8.17度、赤緯19.8度
  - 食分：半影食分：2.331、全影食分：1.330
  - 持續時間：偏食102分、全食39分

## 外部連結
- NASA月食專頁（页面存档备份，存于）（英文）